# Víctor Hugo Montaño
Victor Hugo Montaño (Cali, 1º maggio 1984) è un ex calciatore colombiano, di ruolo attaccante.

## Biografia
È fratello di Johnnier Montaño.

## Caratteristiche tecniche
Principalmente impiegato come punta centrale, poteva essere schierato anche come ala.

## Carriera

### Club
Cresciuto nelle file del Millonarios, nel 2003 ha debuttato in prima squadra. Nel 2004 si è trasferito in Francia, all'Istres. Ha debuttato in Ligue 1 il 14 agosto 2004, in Monaco-Istres (2-1), gara in cui ha siglato il gol del definitivo 2-1 al minuto 81. La prima stagione in Francia, terminata con la retrocessione dell'Istres in Ligue 2, si è conclusa con 2 reti in 34 presenze. Nella stagione successiva si è trasferito al Montpellier, in Ligue 2. Ha militato nelle file del Montpellier per quattro stagioni, rendendosi protagonista, in particolare, della promozione in Ligue 1 del 2008 (con 15 reti in 35 presenze in campionato) e del quinto posto in Ligue 1 ottenuto nella stagione successiva (con 11 reti in 36 presenze). Il 29 giugno 2010 è stato ufficializzato il suo trasferimento al Rennes, con cui ha firmato un contratto quadriennale. Ha militato nelle file del club rossonero per tre stagioni, totalizzando 87 presenze e 22 reti. Il 7 agosto 2013 è stato ufficializzato il suo ritorno al Montpellier. Dopo una stagione e mezzo al Montpellier, il 2 gennaio 2015 ha risolto il proprio contratto. Rimasto svincolato, il 12 gennaio 2015 è stato ingaggiato dal Toluca, club messicano. Il 9 agosto 2016 è passato all'Once Caldas, tornando così in Colombia dopo 12 anni. Nel 2017 è passato all'Al-Riffa, club bahreinita. Nel luglio 2018 si è trasferito al FAS, club salvadoregno. Al termine della stagione è rimasto svincolato. Dopo un periodo di prova al Municipal Limeño, il 7 gennaio 2019 ha firmato con l'Orsomarso, club con cui ha concluso la propria carriera da calciatore.

### Nazionale
Ha partecipato, con la Nazionale Under-20, al Campionato sudamericano 2003 e al Mondiale 2003. Ha debuttato in Nazionale maggiore il 26 marzo 2011, nell'amichevole Ecuador-Colombia (0-2).

## Statistiche

### Presenze e reti nei club
| Stagione           | Squadra            | Campionato         | Campionato | Campionato | Coppe nazionali | Coppe nazionali | Coppe nazionali | Coppe continentali | Coppe continentali | Coppe continentali | Altre coppe | Altre coppe | Altre coppe | Totale | Totale | Totale |
| Stagione           | Squadra            | Comp               | Pres       | Reti       | Comp            | Pres            | Reti            | Comp               | Pres               | Reti               | Comp        | Pres        | Reti        | Pres   | Reti   |        |
| ------------------ | ------------------ | ------------------ | ---------- | ---------- | --------------- | --------------- | --------------- | ------------------ | ------------------ | ------------------ | ----------- | ----------- | ----------- | ------ | ------ | ------ |
| 2003               | Millonarios        | CM                 | 23         | 0          | -               | -               | -               | -                  | -                  | -                  | -           | -           | -           | 23     | 0      |        |
| gen.-giu. 2004     | Millonarios        | CM                 | 21         | 6          | -               | -               | -               | -                  | -                  | -                  | -           | -           | -           | 21     | 6      |        |
| Totale Millonarios | Totale Millonarios | Totale Millonarios | 44         | 6          |                 | -               | -               |                    | -                  | -                  |             | -           | -           | 44     | 6      |        |
| 2004-2005          | Istres             | L1                 | 33         | 2          | CF+CDLL         | 0+1             | 0+0             | -                  | -                  | -                  | -           | -           | -           | 34     | 2      |        |
| 2005-2006          | Montpellier        | L2                 | 33         | 1          | CF+CDLL         | 5+3             | 4+0             | -                  | -                  | -                  | -           | -           | -           | 41     | 5      |        |
| 2006-2007          | Montpellier        | L2                 | 26         | 5          | CF+CDLL         | 2+2             | 0+1             | -                  | -                  | -                  | -           | -           | -           | 30     | 6      |        |
| 2007-2008          | Montpellier        | L2                 | 29         | 6          | CF+CDLL         | 2+2             | 0+2             | -                  | -                  | -                  | -           | -           | -           | 33     | 8      |        |
| 2008-2009          | Montpellier        | L2                 | 35         | 15         | CF+CDLL         | 0+3             | 0+2             | -                  | -                  | -                  | -           | -           | -           | 38     | 17     |        |
| 2009-2010          | Montpellier        | L1                 | 36         | 11         | CF+CDLL         | 1+0             | 1+0             | -                  | -                  | -                  | -           | -           | -           | 37     | 12     |        |
| Totale Montpellier | Totale Montpellier | Totale Montpellier | 159        | 38         |                 | 20              | 10              |                    | -                  | -                  |             | -           | -           | 179    | 48     |        |
| 2010-2011          | Rennes             | L1                 | 32         | 9          | CF+CDLL         | 2+1             | 2+0             | -                  | -                  | -                  | -           | -           | -           | 35     | 11     |        |
| 2011-2012          | Rennes             | L1                 | 29         | 6          | CF+CDLL         | 3+1             | 0+0             | EL                 | 8                  | 4                  | -           | -           | -           | 41     | 10     |        |
| 2012-2013          | Rennes             | L1                 | 10         | 1          | CF+CDLL         | 0+1             | 0+0             | -                  | -                  | -                  | -           | -           | -           | 11     | 1      |        |
| Totale Rennes      | Totale Rennes      | Totale Rennes      | 71         | 16         |                 | 8               | 2               |                    | 8                  | 4                  |             | -           | -           | 87     | 22     |        |
| 2013-2014          | Montpellier        | L1                 | 27         | 4          | CF+CDLL         | 3+1             | 1+0             | -                  | -                  | -                  | -           | -           | -           | 31     | 5      |        |
| 2014-gen. 2015     | Montpellier        | L1                 | 9          | 1          | CF+CDLL         | 0+1             | 0+0             | -                  | -                  | -                  | -           | -           | -           | 10     | 1      |        |
| Totale Montpellier | Totale Montpellier | Totale Montpellier | 36         | 5          |                 | 5               | 0               |                    | -                  | -                  |             | -           | -           | 41     | 5      |        |
| gen.-giu. 2015     | Toluca             | LMX                | 8          | 0          | CMX             | 1               | 0               | -                  | -                  | -                  | -           | -           | -           | 9      | 0      |        |
| set.-dic. 2016     | Once Caldas        | CPA                | 0          | 0          | CC              | 0               | 0               | -                  | -                  | -                  | -           | -           | -           | 0      | 0      |        |
| feb.-giu. 2017     | Al-Riffa           | PL                 | ?          | ?          | KC              | ?               | ?               | -                  | -                  | -                  | -           | -           | -           | ?      | ?      |        |
| 2017-2018          | Al-Riffa           | PL                 | ?          | ?          | KC              | ?               | ?               | -                  | -                  | -                  | -           | -           | -           | ?      | ?      |        |
| Totale Al-Riffa    | Totale Al-Riffa    | Totale Al-Riffa    | ?          | ?          |                 | ?               | ?               |                    | -                  | -                  |             | -           | -           | ?      | ?      |        |
| 2018-gen. 2019     | FAS                | PDFP               | 16         | 3          | -               | -               | -               | CONCL              | 2                  | 1                  | -           | -           | -           | 18     | 4      |        |
| 2019               | Orsomarso          | CPB                | 11         | 2          | CC              | 5               | 3               | -                  | -                  | -                  | -           | -           | -           | 14     | 4      |        |
| Totale carriera    | Totale carriera    | Totale carriera    | 378+       | 72+        |                 | 40+             | 15+             |                    | 10                 | 5                  |             | -           | -           | 428+   | 92+    |        |

### Cronologia presenze e reti in nazionale
| Cronologia completa delle presenze e delle reti in nazionale ― Colombia | Cronologia completa delle presenze e delle reti in nazionale ― Colombia | Cronologia completa delle presenze e delle reti in nazionale ― Colombia | Cronologia completa delle presenze e delle reti in nazionale ― Colombia | Cronologia completa delle presenze e delle reti in nazionale ― Colombia | Cronologia completa delle presenze e delle reti in nazionale ― Colombia | Cronologia completa delle presenze e delle reti in nazionale ― Colombia | Cronologia completa delle presenze e delle reti in nazionale ― Colombia |
| Data                                                                    | Città                                                                   | In casa                                                                 | Risultato                                                               | Ospiti                                                                  | Competizione                                                            | Reti                                                                    | Note                                                                    |
| ----------------------------------------------------------------------- | ----------------------------------------------------------------------- | ----------------------------------------------------------------------- | ----------------------------------------------------------------------- | ----------------------------------------------------------------------- | ----------------------------------------------------------------------- | ----------------------------------------------------------------------- | ----------------------------------------------------------------------- |
| 26-3-2011                                                               | Madrid                                                                  | Ecuador                                                                 | 0 – 2                                                                   | Colombia                                                                | Amichevole                                                              | -                                                                       | 63’                                                                     |
| Totale                                                                  |                                                                         | Presenze                                                                | 1                                                                       |                                                                         | Reti                                                                    | 0                                                                       |                                                                         |